# Карвер, Томас Никсон
Томас Карвер (англ. Thomas Nixon Carver; 25 марта 1865, Кирквилл, Айова, США — 8 марта 1961, Санта-Моника, Калифорния, США) — американский экономист, профессор политэкономии в Гарвардском университете, президент Американской экономической ассоциации в 1916 году.

## Биография
Томас родился 25 марта 1865 года на ферме в трёх милях восточней деревни Кирквилл, штат Айова. Томас был седьмым ребёнком в семье из десяти детей.
Томас получил степень бакалавра в Уэслианском колледже Айовы и Университета Южной Калифорнии в 1891 году. Затем учился у Джона Бейтса Кларка и Ричарда Эли в Университете Джонса Хопкинса. В 1894 году получил докторскую степень в Корнеллском университете.
Преподавал экономику и социологию в Оберлинском колледже. С 1902 года и по 1935 год профессор политической экономии в Гарвардском университете.
Карвер был секретарем и казначеем Американской экономической ассоциации в 1909—1913 годах и был избран её президентом в 1916 году.

## Основной вклад в науку
В 1903 году вышла статья Т.Карвера «Предложение для теории промышленных депрессий», в которой он впервые описал принцип акселерации.